# Stehblues
Der Stehblues (auch: Slow, Klammerblues, Engtanz oder Schieber, in Österreich häufig Schleicher oder Lamourhatscher) ist ein langsamer Tanz, der auf Partys und auch bei organisierten Tanzveranstaltungen dem Tanzpaar engen körperlichen Kontakt ermöglicht.
Stehblues wird entsprechend zu langsamer Popmusik, vor allem zu Balladen (z. B. Du, Hey Jude, Hello oder Richard Sandersons Reality), getanzt. Die Schrittfolge ist ein einfaches Links-Rechts, kann aber ganz zum Erliegen kommen. In diesem Fall ist der Stehblues nichts anderes mehr als Schmusen oder Küssen im Stehen. 
Beim Stehblues wird die Beleuchtung der Tanzfläche stark abgedunkelt, um den Paaren die notwendige Intimität zu ermöglichen.
Der Stehblues ist als Fortsetzung der Tanzaufforderung eine sozial akzeptierte Form, jemanden zu körperlicher Nähe oder Intimität aufzufordern. Daher werden Tanzveranstaltungen oft regelmäßig durch zwei oder drei Stehblues unterbrochen, um Paaren, die sich in der Zwischenzeit kennengelernt haben, einen einfachen Weg zur Intimität zu ebnen. Stehblues gilt daher als Kontrast zu den sonst üblichen dynamischen Tanzstilen zu Rock- und Popmusik:

„Um den Lärm der Musik adäquat umzusetzen, mußte man hüpfen, die Haare schütteln, in jedem Fall rempeln und schwitzen. Pop war Hitze, Enge und Lärm – endlich durfte auch mal, wenn der Schweiß langsam trocknete, zur Belohnung eng getanzt werden. Das nannte man Stehblues.“

Auch Diskotheken unterbrachen früher die schnelle Tanzmusik regelmäßig durch einen Stehblues. In Techno- oder Hip-Hop-Clubs kommt aber dieses Konzept nicht mehr vor, so dass Stehblues in Deutschland vor allem auf öffentliche Tanzveranstaltungen zu Fasching oder auf Jahrmärkten beschränkt sind. In Diskotheken anderer Länder dagegen, etwa in Frankreich, kommt Stehblues (französisch danser un slow) weiterhin vor.